# Marco Calpurnio Bíbulo
Marco Calpurnio Bíbulo  fue un político y militar de finales de la República romana. Fue un importante miembro de la aristocracia romana conservadora, a pesar de que era plebeyo. Bíbulo era además amigo íntimo y yerno del influyente político republicano, Marco Porcio Catón el Joven, a través de su matrimonio con la hija de este, Porcia.
En el año 59 a. C. fue elegido cónsul junto a Julio César, gracias al apoyo del partido conservador del Senado, los optimates, oponentes del triunvirato de Julio César. En esto, César había fracasado en su intento de asegurar la elección al consulado de su aliado Lucio Luceyo. No obstante, con la fuerza combinada de los triunviros, César fue en gran medida capaz de eludir la autoridad de Bíbulo y de los optimates.

## Carrera política
Cuando era muy joven fue elegido tribuno militar, siendo destinado en Asia Menor, en la ciudad de Mitilene, la cual se había rebelado contra el dominio romano. Coincidió en este cargo entre otros con Aulo Gabinio, Julio César o Marco Valerio Mesala Rufo, los cuales se convertirían posteriormente en sus enemigos.
Durante el asalto a la ciudad, César se distinguió dirigiendo un destacamento de legionarios que habían sido reclutados por Cayo Flavio Fimbria y que, al igual que el que les había reclutado, tenían una muy dudosa reputación. César salvó la vida de sus tropas gracias a su habilidad dirigiendo tropas y ganó con ello el reconocimiento de su general y el honor de portar la corona cívica. Gracias a lo estipulado en la constitución legislada por el dictador Sila, César ingresaba automáticamente en el Senado.
La gloria que César había obtenido suscitó en Bíbulo una gran envidia, ya que él por su parte no había realizado ninguna acción digna de mención durante la batalla. De marcada ideología conservadora y aristocrática, Bíbulo ingresó en los optimates, facción conservadora del Senado que en esa época estaba liderada por Quinto Lutacio Catulo, y contaba entre otros con Catón, Bíbulo, Lucio Domicio Enobarbo y Quinto Cecilio Metelo Escipión.
Bíbulo fue elegido edil curul el mismo año (65 a. C.) que César ya que, al tener edades similares, los dos jóvenes coincidieron en cargos políticos comunes. Durante los juegos que organizaron César y Bíbulo en su edilidad, ambos mostraron gran falta de cooperación debido a su profunda enemistad. De nuevo, César quedó por encima de Bíbulo, al organizar unos espectaculares juegos en contraste con los modestos de Bíbulo.
Bíbulo fue elegido pretor de nuevo el mismo año que César, aunque su enemigo fue nombrado con el mayor número de votos, praetor urbanus. En el año 59 a. C. Bíbulo se presentó a las elecciones consulares apoyado por los optimates y salió elegido (de nuevo con César), aunque con el menor número de votos y nombrado en consecuencia consul junior.
César, por su parte, había logrado el consulado gracias al apoyo de sus aliados políticos, el famoso general Pompeyo, y el rico aristócrata Craso. Los tres decidieron acordar una alianza formal que pasaría a conocerse como el primer triunvirato.
Durante ese año, el único gran acto digno de mención de Bíbulo fue el veto que impuso sobre el proyecto de ley de César para dar tierras a los soldados veteranos de Pompeyo, y luego declarar que el resto de los días en los que la Asamblea Centuriada podría reunirse fuesen días nefastos (en los que no cabía la posibilidad de votar leyes). César, sin embargo, presentó su ley en la Asamblea y Bíbulo, cuando trató de intervenir, fue agredido por la multitud. Se retiró del foro, dejando a César el control total sobre el consulado, aunque empleó al tribuno de la plebe Cayo Fannio para oponerse a la ley agraria cesariana. Durante el resto del año, Bíbulo se retiró a su casa para (según dijo) estudiar las estrellas en busca de augurios, lo cual técnicamente invalidaría toda la legislación de ese año (aunque en la práctica no fue así) y limitó su oposición a la publicación de edictos en contra de las medidas de César los cuales fueron ampliamente difundidos entre sus partidarios, siendo muy alabados como piezas de composición. De esta manera el año 59 a. C., tras la nula participación de Bíbulo, fue llamado por los propios romanos (con sentido del humor) el "año de Julio y César".
Tras la muerte de Catulo, Bíbulo y Catón se convirtieron en los líderes de su facción, convirtiéndose en el pilar de oposición a César durante su procónsulado en las Galias. A la expiración de su consulado no le fue asignada ninguna provincia y permaneció en Roma. Continuó oponiéndose a las medidas de César y Pompeyo y aconsejó al último, en el año 56 a. C. no restablecer a Ptolomeo XII Auletes en el trono de Egipto.
Sin embargo, en el año 52 a. C., Bíbulo apoyó la política de Pompeyo que, tras la muerte de Craso en la batalla de Carras (que significó el fin del triunvirato), se había unido a los conservadores. La facción de Bíbulo le permitió ser elegido cónsul único durante el turbulento año de las guerras callejeras entre Clodio y Tito Anio Milón.

## La guerra contra César
En el año 51 a. C., Bíbulo fue nombrado -según una lex Pompeia que establecía que los futuros cónsules y pretores no tendrían una provincia asignada hasta pasados cinco años de finalizada su magistratura y que los magistrados de rango consular o pretorial que no habían gobernado provincias podrían pedir una- gobernador (con rango de procónsul) de la provincia de Siria, la cual estaba bajo la inminente amenaza de invasión por parte del Imperio parto. Poco antes de llegar a Siria los partos cruzaron el Éufrates pero fueron expulsados por el cuestor Cayo Casio Longino que, debido a su condición de magistrado de más alto rango tras la muerte de Craso, había decidido continuar gobernando los territorios. De esta forma Bíbulo encontró la provincia segura cuando llegó; y debido a que no era un militar, decidió seguir una política de intrigas dentro de la corte de su enemigo, la cual tuvo éxito. Gracias a la expulsión de los partos, le fue concedida por el Senado una acción de gracias de veinte días; Cicerón no paró de decir a sus amigos y de pregonar por todas partes que Bíbulo no había tenido parte en la victoria.
Durante su gobierno se produjo un motín entre sus tropas, y los hijos de Bíbulo, que habían sido nombrados para volver a reclutar a los soldados veteranos estacionados en Egipto, fueron asesinados por estos. Tras dar un merecido escarmiento a los soldados, y tras expirar su tiempo en el cargo, Bíbulo dejó la provincia con la fama de haberla administrado con integridad y celo.
Bíbulo se trasladó a Grecia donde esperó la llegada del resto de optimates que huían de la península itálica después de que estallara la guerra civil entre César y Pompeyo.
En el año 49 a. C. expresó su apoyo formal a Pompeyo contra César. Fue designado por el general conservador como almirante en jefe de la flota pompeyana que patrullaba el mar Jónico, con el objetivo de impedir el paso de César a Grecia. A pesar de los desvelos de Bíbulo, César consiguió a duras penas eludir el bloqueo y desembarcar en Epiro, y Bíbulo solo pudo atacar treinta barcos que regresaban a Italia después de desembarcar algunas tropas. Enfurecido por su fracaso, Bibuló quemó los barcos junto con sus tripulaciones.
Cuando llegó el invierno, sus hombres sufrieron mucho por el frío y la falta de combustible y agua, ya que César se encontraba en posesión de la costa oriental y les impedía un adecuado suministro. La enfermedad se desató entre sus hombres, el mismo Bíbulo cayó enfermo, y murió a principios del año 48 a. C., cerca de Corcira, antes de la batalla de Dirraquio.

## Tácticas de Bíbulo
Bíbulo era conocido por servirse de su propia debilidad para agredir al contrario, utilizaba la debilidad como arma. De ahí viene la denominación tácticas de Bíbulo.
Se casó con Porcia, la hija de Marco Porcio Catón, con la cual tuvo tres hijos.